# Giuseppe Bardellini
Giuseppe Bardellini (Ferrara, 25 maggio 1892 – Ferrara, 24 gennaio 1981) è stato un politico italiano.
Fu eletto senatore per la II e la III legislatura della Repubblica Italiana.